# شرکت تأمین سرمایه امین
تأمین سرمایه امین، نخستین نهاد در صنعت بانکداری سرمایه‌گذاری ایران است که در ۱۲ شهریور ۱۳۸۶ مجوز تأسیس خود را از شورای عالی بورس و اوراق بهادار دریافت کرد و از ۲۸ فروردین ۱۳۸۷ تحت نظارت سازمان بورس و اوراق بهادار رسماً فعالیت خود را در حوزه بانکداری سرمایه‌گذاری، در ایران آغاز کرده‌است. به استناد صورت‌جلسه مجمع عمومی فوق‌العاده تاریخ ۱۳۹۹/۰۴/۰۸، شخصیت حقوقی شرکت از «سهامی خاص» به «سهامی عام» تبدیل شد. هم‌اکنون سلمان خادم‌الملّه مدیرعامل تأمین سرمایه امین است. او چهارمین مدیرعامل این شرکت پس از محمد آرام و علی سنگینیان و سعید بداغی است. وزارت خزانه‌داری آمریکا ۸ اکتبر ۲۰۲۰، این بانک را در فهرست تحریم قرار داد.

## تاریخچه
پس از تصویب قانون بازار اوراق بهادار جمهوری اسلامی ایران و تأسیس سازمان بورس و اوراق بهادار و شرکت بورس اوراق بهادار تهران - به ترتیب، در نقش نهاد ناظر و نهاد اجرایی بازار سرمایه ایران - شرکت تأمین سرمایه امین (سهامی خاص) در تاریخ ۱۲ شهریور ۱۳۸۶ به عنوان نخستین شرکت تأمین سرمایه بازار سرمایه ایران موفق به دریافت مجوز تأسیس از شورای عالی بورس و اوراق بهادار شد؛ و پس از دریافت مجوز فعالیت از سازمان بورس و اوراق بهادار (در ۲۸ فروردین ۱۳۸۷) رسماً راه‌اندازی شد.
تبدیل شرکت در تاریخ ۱۳۹۹/۰۴/۲۴ نزد اداره ثبت شرکت‌ها و موسسات غیرتجاری تهران ثبت و در تاریخ ۱۳۹۹/۰۴/۲۹ در روزنامه رسمی شماره ۲۱۹۴۴ درج و منتشر گردید. در تاریخ ۱۳۹۹/۰۲/۰۶ هیئت پذیرش بورس اوراق بهادار تهران با پذیرش شرکت تأمین سرمایه امین (سهامی خاص) موافقت نمود و در تاریخ ۱۳۹۹/۰۵/۰۷، شرکت تأمین سرمایه امین (سهامی عام) با نماد «امین» در فهرست نرخ‌های بازار دوم بورس اوراق بهادار تهران درج گردید و در تاریخ ۱۳۹۹/۰۵/۱۵ عرضه گردید.
هم‌اکنون، شرکت تأمین سرمایه امین اولین شرکت تأمین سرمایه ایران (در میان نه شرکت تأمین سرمایه امین، نوین، امید، ملت، سپهر، آرمان، کاردان، مسکن و لوتوس ایرانیان) به‌شمار می‌آید.

### تحریم
وزارت خزانه‌داری آمریکا ۸ اکتبر ۲۰۲۰، ۱۸ بانک در ایران، از جمله بانک سرمایه‌گذاری امین را در فهرست سیاه و تحریم قرار داد.

## عضو مؤسس کارگروه تأمین سرمایه ایران
۲۹ مهر ۱۳۹۱، مدیران عامل هفت شرکت تأمین سرمایه فعال در بازار اوراق بهادار ایران طی جلسه‌ای پس از واپسین بررسی‌های لازم دستورالعمل اجرایی کارگروه تأمین سرمایه ایران را تصویب کردند. این کارگروه که زیرنظر کانون نهادهای سرمایه‌گذاری ایران تشکیل شد، به گونه‌ای، حکم سندیکای شرکت‌های تأمین سرمایه ایرانی را دارد. بر اساس این دستورالعمل، شورای کارگروه - عالی‌ترین رکن آن - از مدیران عامل یا نمایندگان این ۷ شرکت تأمین سرمایه تشکیل می‌شود و مسئولیت سیاست گذاری، تعیین قوانین و خط‌مشی‌های مرتبط با اهداف کارگروه را بر عهده دارد. دبیر اجرایی کارگروه نیز دبیرکل کانون نهادهای سرمایه‌گذاری ایران است. بورس نیوز ایسنا

## دریافت نشان شوالیه مدیریت اروپا
۱۶ نوامبر ۲۰۱۲ تأمین سرمایه امین از سوی مرکز تحقیقات و نوآوری مدیریت اروپا (INNOVA) به دلیل نوآوری در خدمات بانک‌داری سرمایه‌گذاری در بازار سرمایه ایران، مفتخر به دریافت نشان شوالیه مدیریت اروپا شد. این نشان به مدیران موفق و نوآور حائز شرایط مرکز تحقیقات و نوآوری مدیریت اروپا اعطا می‌شود.

## رتبه نخست واسطه گری مالی در ایران
تأمین سرمایه امین که اولین شرکت تأمین سرمایه بازار سرمایه ایران به‌شمار می‌رود، در بیست و دومین همایش ۱۰۰ شرکت برتر ایران در سال ۱۳۹۷ برای سومین بار و دومین سال پیاپی رتبه نخست گروه واسطه گری‌های مالی ایران را از آن خود کرد. بر اساس جدیدترین (نوزدهمین) رتبه‌بندی شرکت‌های برتر ایران (IMI-100)، تأمین سرمایه امین با ۵۴ پله صعود نسبت به سال ۹۴، رتبه ۲۳۸ ام را در میان ۵۰۰ شرکت برتر ایرانی کسب کرد.

## راه‌اندازی صندوق جسورانه
با اعلام موافقت اصولی سازمان بورس و اوراق بهادار در اردیبهشت سال ۱۳۹۵، تأمین سرمایه امین در نظر دارد صندوق جسورانه نوآوران امین با همکاری سه صندوق از فعال‌ترین صندوق‌های پژوهش و فناوری و یک شرکت خصوصی موفق در حوزه نانودارو و با مدیریت تأمین سرمایه امین، تأسیس کند.

## صندوق‌ها
شمار‭ ‬صندوق‭ ‬های‭ ‬تحت‭ ‬مدیریت‭ ‬تأمین‭ ‬سرمایه‭ ‬امین‭ ‬در‭ ‬تاریخ ۱۳۹۸/۰۶/۳۱ ‬با‭ ‬انتقال‭ ‬مدیریت‭ ‬دو‭ ‬صندوق‭ ‬از‭ ‬کارگزاری‭ ‬امین آوید‭ ‬به‭ ‬شش‭ ‬عدد‭ ‬افزایش‭ ‬یافته‭ ‬است‭ ‬که‭ ‬پنج‭ ‬صندوق‭ ‬از‭ ‬نوع‭ ‬با‭ ‬درآمد‭ ‬ثابت‭ ‬و‭ ‬یکی‭ ‬از‭ ‬آنها‭ ‬سهامی‭ ‬است‭.
◂‭ ‬صندوق‭ ‬سرمایه‭ ‬گذاری‭ ‬امین‭ ‬یکم‭ ‬فردا
◂‭ ‬صندوق‭ ‬سرمایه‭ ‬گذاری‭ ‬امین‭ ‬انصار
◂‭ ‬صندوق‭ ‬سرمایه‭ ‬گذاری‭ ‬امین‭ ‬سامان
◂‭ ‬صندوق‭ ‬سرمایه‭ ‬گذاری‭ ‬امین‭ ‬ملت
◂‭ ‬صندوق‭ ‬سرمایه‭ ‬گذاری‭ ‬مشترک‭ ‬امین‭ ‬آوید
◂‭ ‬صندوق‭ ‬سرمایه‭ ‬گذاری‭ ‬گنجینه‭ ‬یکم‭ ‬آوید

## مراکز راهکار
‭ ‬به‭ ‬منظور اختصاصی‌سازیِ خدمات مالی به صنایع مختلف و عمیق شدن در این صنایع و همچنین‭ ‬شناسایی‭ ‬نیازهای‭ ‬اساسی‭ ‬مشتریان‭ ‬هدف‭ ‬و‭ ‬ارائه‭ ‬خدمات‭ ‬یکپارچه‭ ‬و‭ ‬جامع‭ ‬به‭ ‬آنها، ‭ ‬دو‭ ‬مرکز راهکارهای‭ ‬انرژی‭ ‬و‭ ‬سلامت‭ ‬در امین راه‌اندازی شد‭. ‬این‭ ‬مراکز، ‬به‭ ‬دنبال‭ ‬خلق‭ ‬ارزش‭ ‬برای‭ ‬مشتریان‭ ‬خود‭ ‬و‭ ‬ارائه‭ ‬بهترین‭ ‬تجربه‭ ‬کاربری‭ ‬به آنها‭ ‬هستند‭.

### مرکز‭ ‬راهکارهای‭ ‬حوزه‭ ‬انرژی
هدف‭ ‬اصلی‭ ‬مرکز‭ ‬راهکاری‭ ‬انرژی، ‭ ‬ارائه‭ ‬خدمات‭ ‬تخصصی‭ ‬بانکداری‭ ‬سرمایه‭ ‬گذاری‭ ‬و‭ ‬مشاوره‭ ‬نوآورانه‭ ‬مبتنی‭ ‬بر‭ ‬نیاز‭ ‬شرکت‭ ‬های فعال‭ ‬در‭ ‬حوزه‭ ‬نفت، ‭ ‬گاز، ‬پالایش، ‭ ‬پتروشیمی‭ ‬و‭ ‬نیروگاه‭ ‬است‭. ‬این‭ ‬مرکز‭ ‬با‭ ‬بهره‭ ‬گیری‭ ‬از‭ ‬دانش‭ ‬متخصصین‭ ‬حوزه‭ ‬مالی‭ ‬و‭ ‬انرژی، ‭ ‬تمرکز خود‭ ‬را‭ ‬بر‭ ‬ارائه‭ ‬خدمت‭ ‬به‭ ‬فعالان‭ ‬حوزه‭ ‬انرژی‭ ‬قرارداده‭ ‬است‭. ‬شناسایی‭ ‬مشتریان‭ ‬بالفعل‭ ‬و‭ ‬بالقوه، ‭ ‬بررسی‭ ‬و‭ ‬تشخیص‭ ‬نیازهای کلیدی‭ ‬آنها‭ ‬در‭ ‬حوزه‭ ‬تأمین‭ ‬مالی‭ ‬و‭ ‬همچنین‭ ‬رسیدگی‭ ‬به‭ ‬مشتریان‭ ‬پس‭ ‬از‭ ‬ارائه‭ ‬خدمات، ‬از‭ ‬مهم‌ترین‭ ‬مأموریت‭ ‬های‭ ‬این‭ ‬مرکز به‭ ‬شمار‭ ‬می‭ ‬رود‭. ‬این‭ ‬مرکز‭ ‬در‭ ‬راستای‭ ‬نیل‭ ‬به‭ ‬اهداف‭ ‬خود، ‭ ‬به‭ ‬توسعه‭ ‬دستیار‭ ‬هوشمند‭ ‬در‭ ‬حوزه‭ ‬انرژی‭ ‬پرداخته‭ ‬و‭ ‬با‭ ‬بهره‭ ‬گیری‭ ‬از این‭ ‬دستیار‭ ‬هوشمند، ‭ ‬به‭ ‬تولید‭ ‬محتوای‭ ‬متمایز‭ ‬در‭ ‬صنعت‭ ‬نفت، ‭ ‬گاز، ‭ ‬پالایش، ‭ ‬پتروشیمی‭ ‬و‭ ‬نیروگاه‭ ‬در‭ ‬قالب‭ ‬گزارش‭ ‬های‭ ‬تخصصی ماهانه، ‬فصلی‭ ‬و‭ ‬سالانه‭ ‬به‭ ‬تمامی‭ ‬مشتریان‭ ‬می‭ ‬پردازد‭.

### مرکز‭ ‬راهکارهای‭ ‬حوزه‭ ‬سلامت
مرکز‭ ‬راهکارهای‭ ‬سلامت‭ ‬به‭ ‬عنوان‭ ‬اولین‭ ‬مرکز‭ ‬تخصصی‭ ‬مالی‭ ‬متمرکز‭ ‬در‭ ‬حوزه‭ ‬صنایع‭ ‬دارویی، ‭ ‬خدمات‭ ‬سلامت‭ ‬و‭ ‬تجهیزات‭ ‬پزشکی، در‭ ‬سال ‬۱۳۹۶ ‬ایجاد‭ ‬شده‭ ‬است‭. ‬مرکز‭ ‬راهکارهای‭ ‬سلامت، ‭ ‬با‭ ‬صرف‭ ‬زمان‭ ‬و‭ ‬انرژی‭ ‬قابل‭ ‬توجه‭ ‬برای‭ ‬به‌روز‭ ‬بودن‭ ‬و‭ ‬ارائه‭ ‬خدمات‭ ‬براساس‭ ‬آخرین‭ ‬روش‌های‭ ‬روز‭ ‬دنیا‭ ‬و‭ ‬بهره‌گیری‭ ‬از‭ ‬دانش‭ ‬نیروی‭ ‬انسانی‭ ‬متخصص‭ ‬در‭ ‬حوزه‭ ‬سلامت‭ ‬در‭ ‬کنار‭ ‬متخصصان‭ ‬تأمین‭ ‬مالی، به‭ ‬ارائه‭ ‬راه‌حل‌های‭ ‬نوآورانه‭ ‬و‭ ‬عملیاتی‭ ‬در‭ ‬حوزه‭ ‬سلامت‭ ‬می‌پردازد‭.
این‭ ‬مرکز‭ ‬با‭ ‬همکاری‭ ‬طیف‭ ‬وسیعی‭ ‬از‭ ‬سازمان‌های‭ ‬مرتبط‭ ‬مانند‭ ‬نهادهای‭ ‬دولتی‭ ‬و‭ ‬قانون‌گذار‭ ‬فعال‭ ‬در‭ ‬زنجیره‭ ‬تأمین‭ ‬سلامت، ‭ ‬سازمان‌های‭ ‬بیمه‌گر‭ ‬و‭ ‬تأمین‌کنندگان‭ ‬بخش‭ ‬خصوصی‭ ‬در‭ ‬حوزه‌های‭ ‬مختلف‭ ‬سلامت‭ ‬شامل‭ ‬بهداشت‭ ‬و‭ ‬درمان، ‭ ‬علوم‭ ‬زیستی‭ ‬و‭ ‬دارویی‭ ‬و‭ ‬تجهیزات‭ ‬پزشکی‭ ‬به‭ ‬ارائه‭ ‬راهکارهای‭ ‬کامل‭ ‬و‭ ‬جامع‭ ‬و‭ ‬در‭ ‬پاسخ‭ ‬به‭ ‬نیاز‭ ‬مشتریان‭ ‬می‌پردازد‭. ‬مرکز‭ ‬راهکارهای‭ ‬سلامت‭ ‬نیز، ‭ ‬با‭ ‬بهره‌گیری‭ ‬از‭ ‬دستیار‭ ‬هوشمند‭ ‬خود‭ ‬توان‭ ‬ارائه‭ ‬گزارش‌‭ ‬و‭ ‬تحلیل‌های‭ ‬منحصربه‌فرد‭ ‬در‭ ‬این‭ ‬حوزه‭ ‬را‭ ‬داراست‭.

## مدیران تأمین سرمایه امین
◂ ولی اله ولی نیا معاون مالی و توسعه سازمانی از سال ۱۳۹۸ تاکنون
◂ جواد طوفانی عملیات بازار از سال ۱۴۰۲ تاکنون
◂ قاسم آلودری معاونت تأمین مالی از سال ۱۳۸۷ تاکنون
◂ سعید شهریاری مدیر برنامه‌ریزی و توسعه سازمانی و دبیر کمیته ریسک از سال ۱۳۹۶ تاکنون
◂ فریبا پویانفر مدیر دارایی و سرمایه گذاری از سال ۱۴۰۲ تاکنون
◂ مجید جعفری جهانگیر مدیر مالی از سال ۱۳۹۹ تاکنون
◂ احمد امی مدیر حقوقی و تطبیق از سال ۱۴۰۰ تاکنون
◂ فرشته قاسمی مدیر ارزشگذاری از سال ۱۳۹۲ تاکنون
◂ تهمینه مقیمی مدیر تأمین مالی از سال ۱۳۹۱ تاکنون